# Piper tepezontesense
Piper tepezontesense är en pepparväxtart som beskrevs av William Trelease. Piper tepezontesense ingår i släktet Piper och familjen pepparväxter. Inga underarter finns listade i Catalogue of Life.